# 204e régiment d'artillerie
Le 204e régiment d'artillerie est une unité de l’armée française. Formé en avril 1917 à partir des 3 groupes de canons de 75, le 204e régiment d'artillerie de campagne combat pendant la Première Guerre mondiale. Le régiment est recréé en 1939 sous le nom de 204e régiment d'artillerie lourde divisionnaire et il disparait en 1940 à l'issue de la Bataille de France.

## Création
- avril 1917 : création du 204e régiment d'artillerie de campagne (204e RAC)
- avril 1919 : dissolution
- septembre 1939 : création du 204e régiment d'artillerie lourde divisionnaire (204e RALD)
- 1940 : dissolution

## Historique des opérations et garnisons du régiment

### Première Guerre mondiale

#### Composition

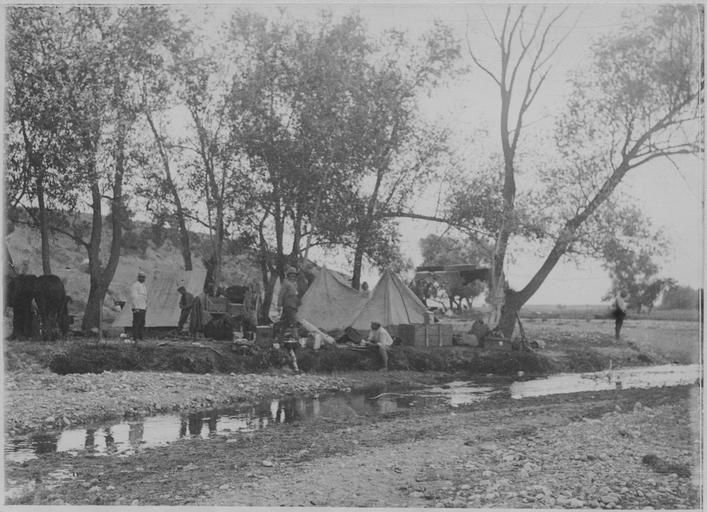
Le PC du lieutenant commandant la du 5e RAC, future 21e batterie du. À Leptokariai en septembre 1916.

Le 1er groupe constitué par les 21e, 22e, 23e, autrefois 41e, 42e, 43e, batteries du 3e groupe du 5e régiment d'artillerie de campagne.
Le 2e groupe constitué par les 24e, 25e, 26e batteries, autrefois 24e, 25e, 26e batteries du 47e régiment d'artillerie de campagne.
Le 3e groupe constitué par les 27e, 28e, 29e batteries, autrefois les 27e, 28e, 29e batteries du 5e régiment d'artillerie de campagne.

### Seconde Guerre mondiale
À la mobilisation de 1939, le 204e régiment d'artillerie lourde divisionnaire est mis sur pied à partir du 4e régiment d'artillerie divisionnaire. Il est équipé d'un groupe de canons de 155 courts Mle 1917 et d'un groupe de 105 courts. Les deux régiments (4e et 204e) sont rattachés à la 14e division d'infanterie du général de Lattre. Ils combattent en Lorraine en mai puis à Rethel en juin 1940. Le VIe groupe du 204e RALD est capturé le 21 juin 1940 dans la région de Charmes.

## Sources et bibliographie
- Chef d'escadron Augustin, Historique du 204e régiment d'artillerie de campagne [1914-1918], Besançon, Imprimerie A. Faivre, 1920, 48 p., lire en ligne sur Gallica.